# Grotte marine

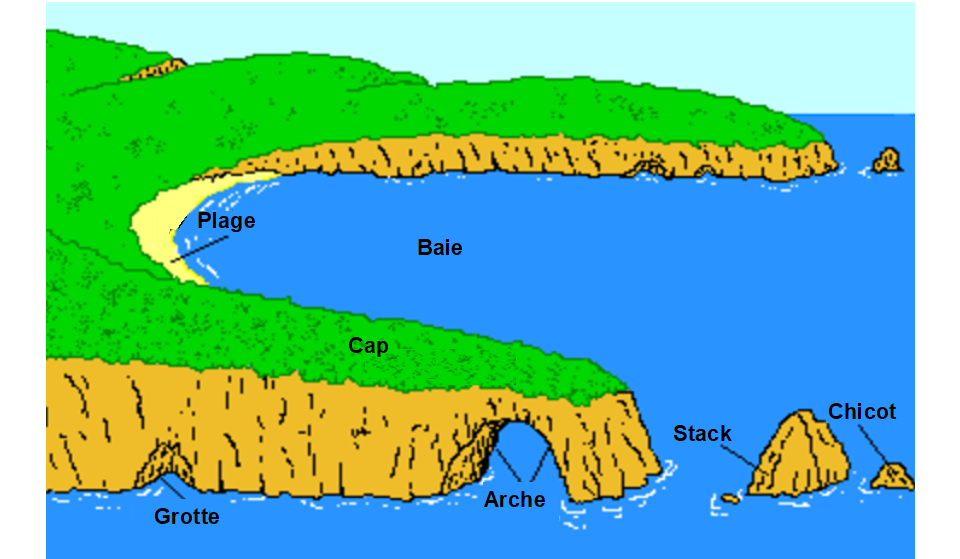
Diagramme illustrant l'érosion progressive des caps, le creusement des grottes évoluant en arche puis en stack (telles les aiguilles à Étretat), et en chicot.

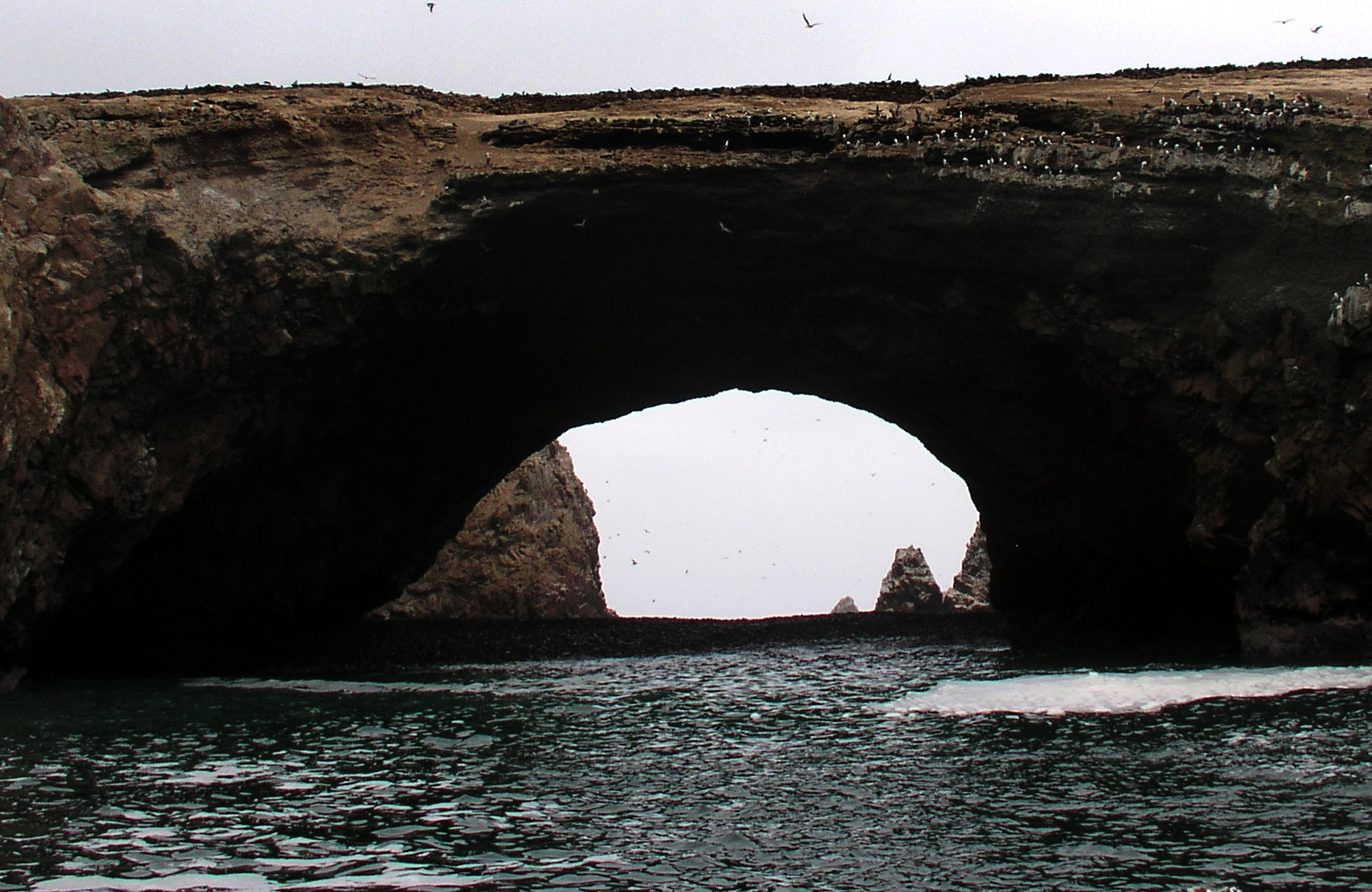
Grotte marine des îles Ballestas (Paracas, Pérou).

Une grotte marine, aussi dite grotte littorale, est une cavité naturelle dans la structure rocheuse littorale, dont la formation résulte essentiellement de l'érosion par l'action des vagues de la mer. Ces grottes peuvent être submergées ou semi-submergées, et sont soumises à la marée.

## Sites

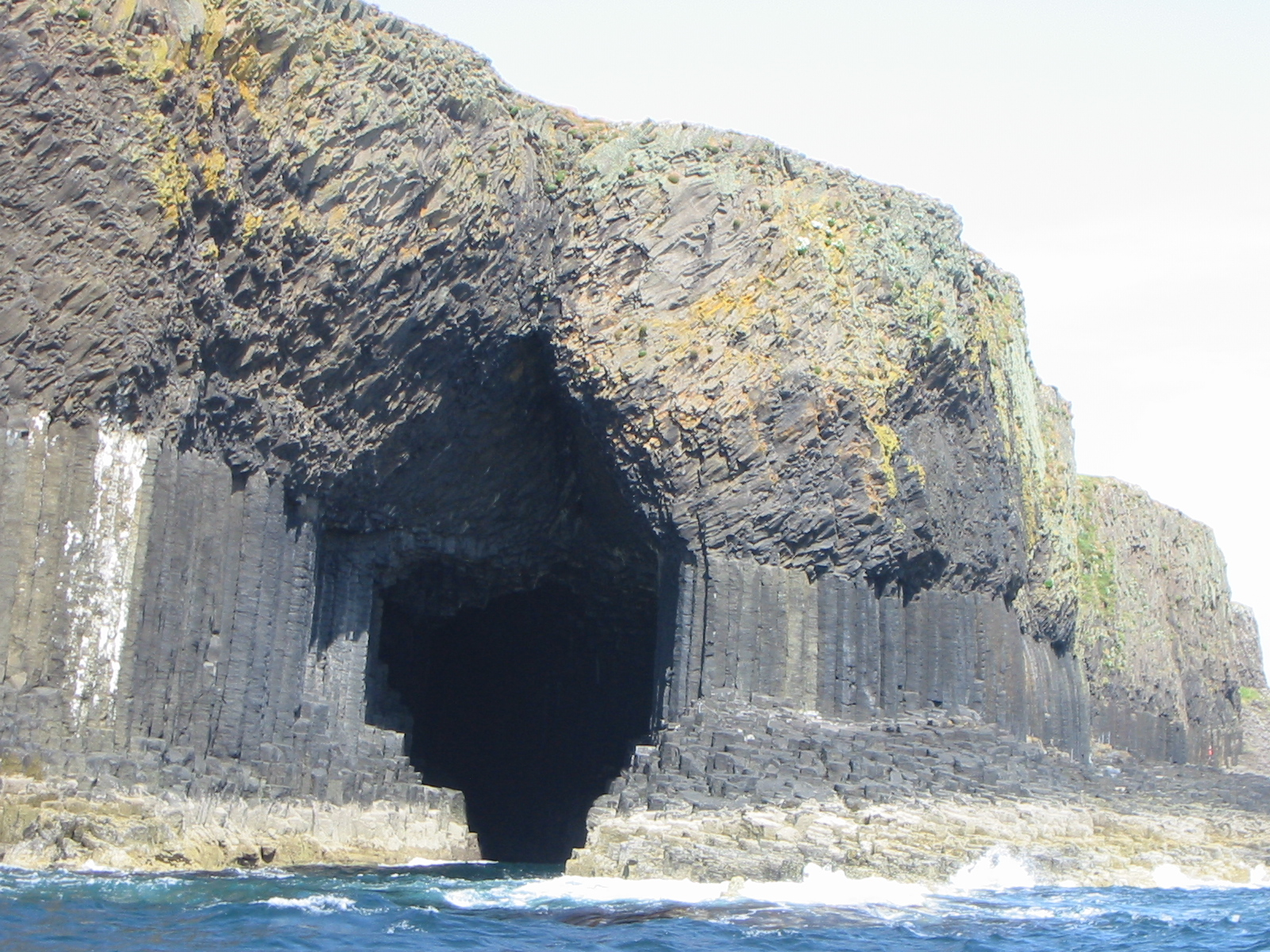
Grotte de Fingal, creusée dans le basalte colonnaire, sur l'île de Staffa, Hébrides intérieures, Écosse, Royaume-Uni.

Les grottes marines se trouvent partout à travers le monde. Certaines parmi les plus connues sont européennes. La grotte de Fingal, sur l'île de Staffa, dans les Hébrides intérieures, en Écosse, est une vaste nef de 70 mètres de longueur, creusée dans des orgues basaltiques colonnaires. La grotte bleue, dans l'île de Capri, bien que de petite taille, est renommée pour la belle luminescence azurée de son eau engendrée par le passage de la lumière à travers les deux entrées de la grotte, dont une est sous-marine. Les murs se parent de reflets bleu cobalt. Les Romains de l'Antiquité en avaient fait un nymphée, sanctuaire dédié aux nymphes aquatiques, et y avaient construit un escalier à l'arrière de même qu'un tunnel, maintenant effondré, menant à la surface. Les îles grecques sont remarquables par la variété et la beauté de leurs grottes marines. De nombreuses grottes littorales ont été explorées en Angleterre, en Écosse, et en France, particulièrement sur la côte bretonne (comme la houle de la Banche, Fréhel, Côtes-d'Armor, 142 m ; les grottes du Talut, Morbihan, 254 m ; ou les grottes de Morgat à Crozon, Finistère). Les grottes marines les plus vastes se trouvent en Nouvelle-Zélande (Matainaka, Otago, 1 540 m), sur la côte ouest des États-Unis (Sea Lion, Oregon, 401 m), dans les îles d'Hawaï (Waiakuakua, Kauai, 352 m), et les îles Shetland en Écosse (Holl o Boadie on Papa Stour, 300 m).

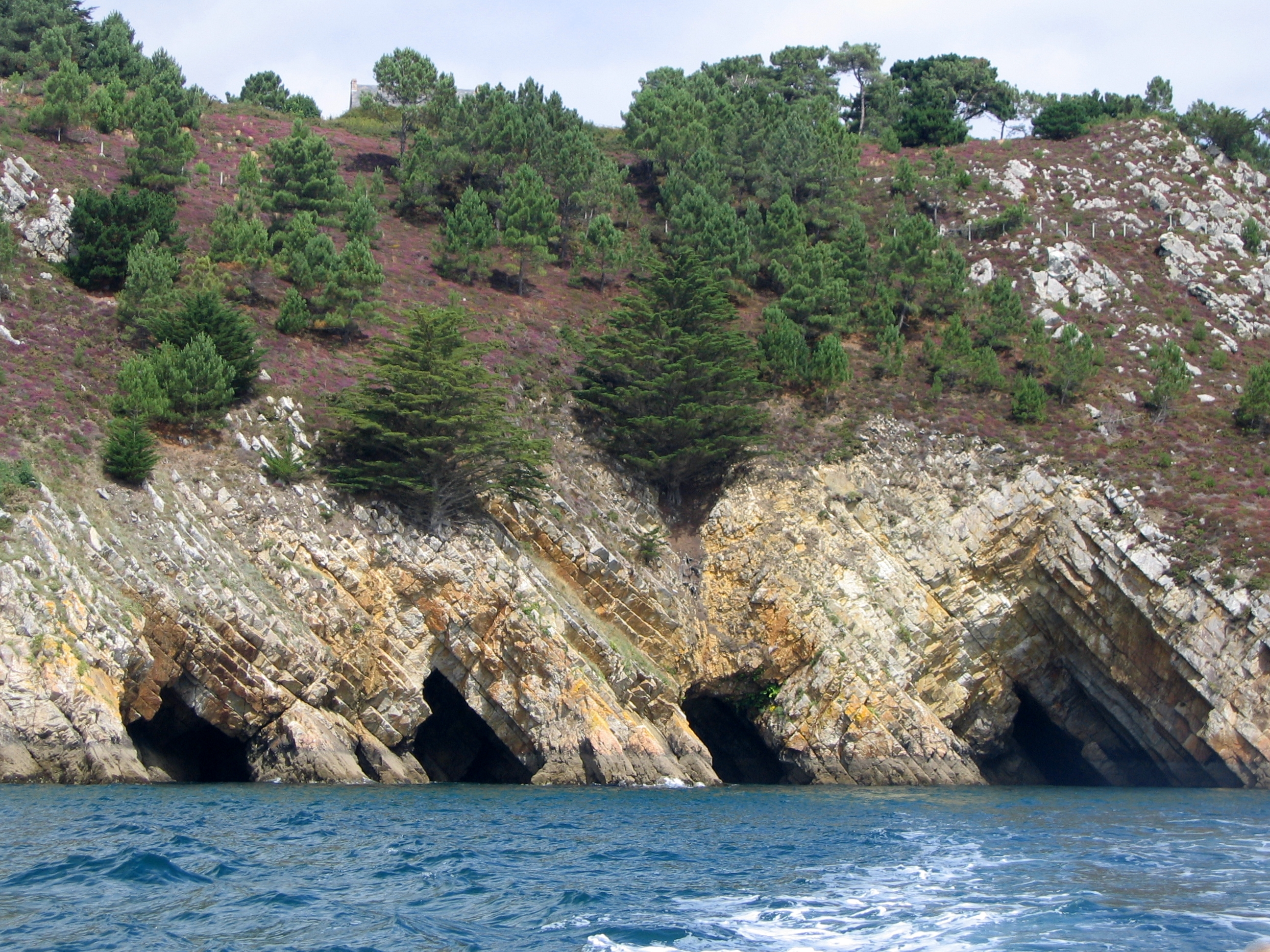
Entrées des grottes de Morgat à Crozon, Finistère, Bretagne, France.

## Types selon le niveau des mers et la transformation des littoraux
La plupart des grottes marines sont des phénomènes dits pseudokarstiques. Elles sont situées d'une part le long des littoraux actuels où leur processus érosif se continue, et d'autre part sur les anciens littoraux, desquels la mer s'est retirée, le processus érosif ne pouvant dès lors plus être d'origine marine. Par ailleurs, certaines grottes marines sont en fait d'anciennes cavités formées par dissolution, et devenues partiellement immergées ou entièrement submergées par la montée du niveau des mers.
Ainsi, les grottes du littoral des Channel Islands de Californie sont du premier type et subissent toujours l'érosion par les vagues. Par contre sur les côtes de la Norvège se trouvent certaines des plus grandes grottes marines du monde creusées dans un ancien littoral maintenant surélevé à 30 mètres ou plus au-dessus du niveau de la mer, échappant maintenant à l'érosion marine. Exemple inverse, la grotte Cosquer, située dans la calanque de la triperie, à Marseille, est une grotte karstique formée par dissolution du calcaire et dont l'entrée submergée est maintenant située à 37 mètres au-dessous du niveau actuel de la mer. Il s'agit d'une grotte ornée paléolithique dont les murs sont parés de plus de 200 figurations. Elle comporte des parties émergées et d'autres immergées. De même, les grottes de la baie de Phang Nga en Thaïlande ont une origine karstique résultant de la dissolution du calcaire mais se sont trouvées inondées par la montée du niveau de la mer. Elles sont maintenant exposées à l'érosion marine qui correspond à une nouvelle phase de spéléogenèse.

## Formation
Les grottes littorales se trouvent dans une grande variété de roches hôtes, d'origine sédimentaire, métamorphique ou ignée. Celles formées dans les roches ignées ont tendance à être plus grandes en raison de la plus forte résistance du substrat rocheux.

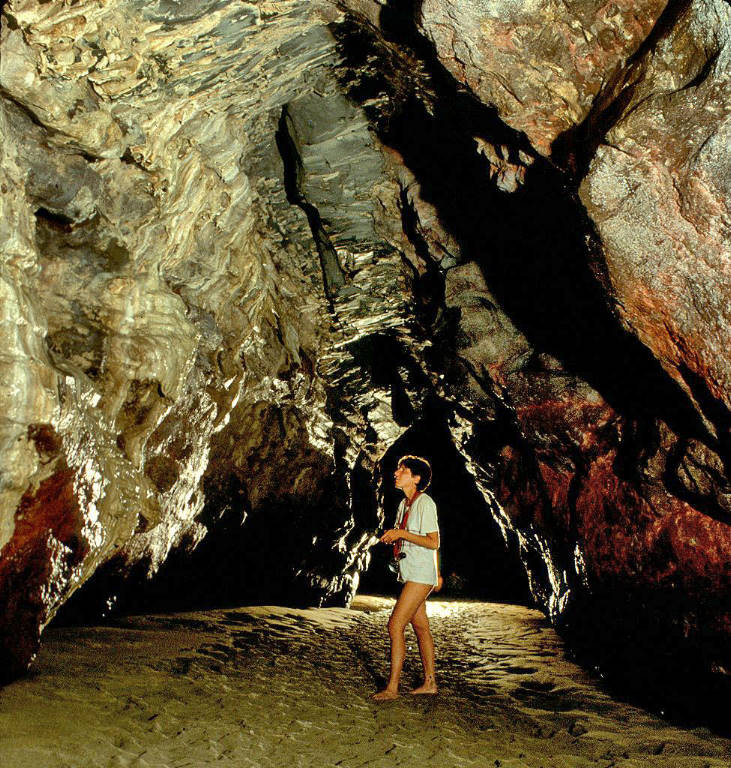
Formation d'une grotte le long d'un dyke, île de Kauai, Hawaii, États-Unis.

Pour être propice à la formation d'une grotte, le rocher hôte doit comporter une zone de faiblesse donnant prise à l'érosion. Dans les roches métamorphiques et ignées, la zone vulnérable est typiquement une faille, à l'exemple des grottes des Channel Islands de Californie ; ou encore un dyke comme dans les imposantes grottes marines creusées dans les falaises de la côte de Na Pali sur l'île Kauai à Hawaï. Dans la roche sédimentaire, ce peut être une plaque rocheuse écaillée ou le point de contact entre deux couches de dureté différente. Ce dernier mode opère aussi dans les roches ignées, tel que dans les grottes de l'île Santa Cruz en Californie (États-Unis), où les vagues ont ouvert une grotte au contact basalte andésitique - aggloméré
La force active de l'eau et des vagues constitue le moteur de développement des grottes marines. Ces agents d'altération sont tels que la pression de l’eau des vagues peut atteindre plusieurs dizaines de tonnes/m2 selon l'importance des vagues (celle de l’air comprimé injecté dans les fissures pouvant décupler, donnant des pressions équivalentes à celles des avalanches), en raison d'un effet analogue au coup de bélier. Cette action est complétée par le phénomène de succion des vagues lorsqu’elles se retirent. L'érosion survient sur tous les rochers côtiers battus par la houle, mais plus particulièrement là où les falaises présentent des zones de faiblesse sujettes à une érosion plus rapide. La mer s'infiltre dans les fissures rocheuses qui s'élargissent et se creusent sous l'effet des vagues. La pression s'amplifie fortement à l'intérieur d'un espace confiné. Certes, les grottes se creusent par abrasion, mais subissent également de fortes pressions par l'air emprisonné. Les trous souffleurs (Geyser maritime (en fait un faux geyser), évents, blowholes) attestent de ce processus : les grottes partiellement immergées peuvent projeter des jets d'eau à travers une ouverture au sol, lorsqu'au ressac des vagues se produit une re-expansion de l'air comprimé expulsant alors l'eau hors de la cavité, phénomène que l'on peut observer entre autres avec le geyser maritime de Kiama, en Nouvelle-Galles du Sud en Australie.

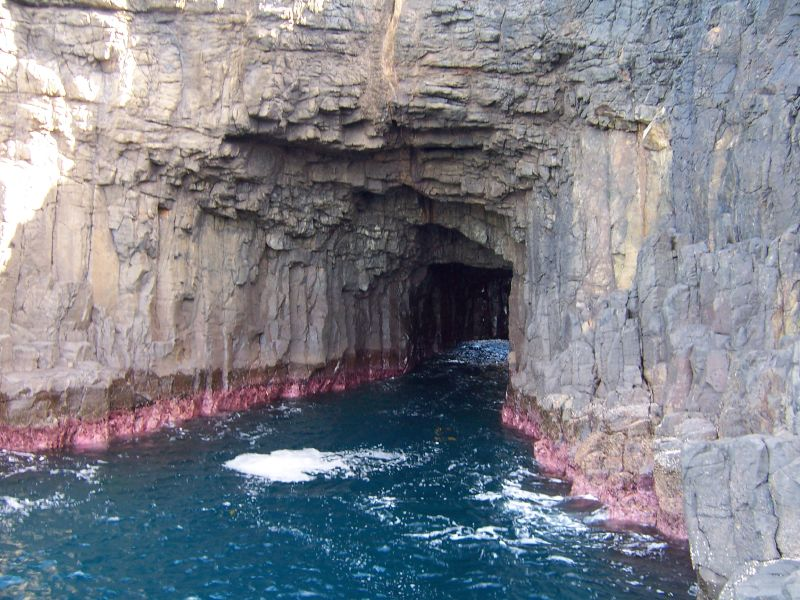
Entrée de la grotte de Kiama, Nouvelle-Galles du Sud, Australie.

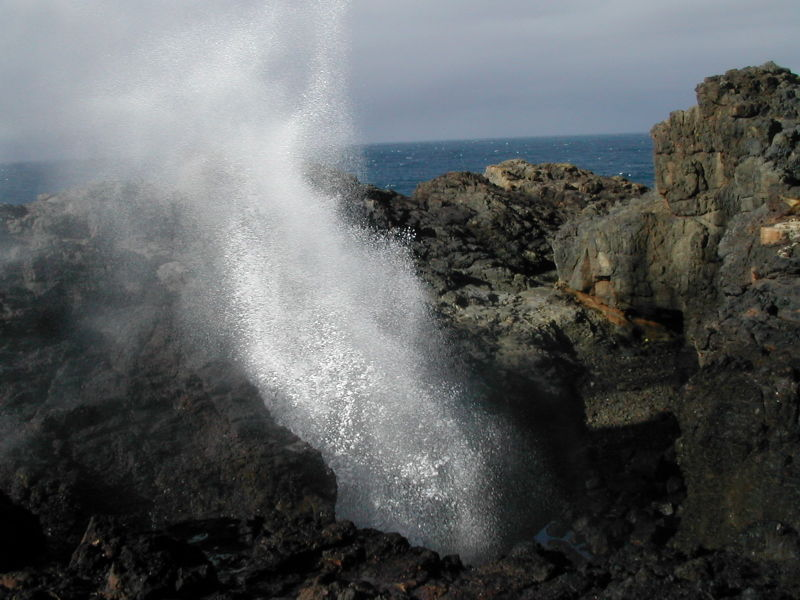
Trou souffleur de la grotte de Kiama, Nouvelle-Galles du Sud, Australie.

À la force hydraulique des vagues s'ajoute l'effet abrasif du sable et autres particules rocheuses en suspension. Cet effet est dû au mitraillage né de la projection de sable, blocs et galets, et du phénomène de vibration induit par les vagues (à la suite de chocs successifs, la falaise entre en résonance et peut dépasser la limite de rupture). La plupart des parois des grottes marines ont une surface irrégulière et rugueuse témoignant d'un processus érosif où le rocher est progressivement morcelé comme à l'emporte-pièce. Cependant certaines grottes ont des parties où les parois présentent des surfaces arrondies et polies, le plancher étant recouvert de galets formés par les tourbillons lors du déferlement des vagues, et leur conférant un effet de polissoir.
L'altération chimique, moteur secondaire, agit essentiellement par des précipitations atmosphériques qui, en s’infiltrant, soumettent au lessivage les parois.
Les vraies grottes littorales ne doivent être confondues ni avec les grottes karstiques interceptées et révélées par une érosion ultérieure de la ligne littorale d'une falaise, ni avec les cavités formées par dissolution sur les littoraux des îles tropicales. Dans certaines régions, comme dans la baie de Ha Long au Viêt Nam, on trouve, dans la zone littorale, des grottes formées par dissolution dans la roche carbonatée, sous l'action de la pluie et des rivières souterraines. L'eau de pluie et les acides carboniques et organiques entraînés par le lessivage des sols peuvent contribuer à l'affaiblissement de la structure du rocher en s'infiltrant dans les fissures, donnant lieu, tout comme dans les grottes karstiques formées par dissolution, à la formation de petits spéléothèmes dans les grottes marines, tels que des stalactites.

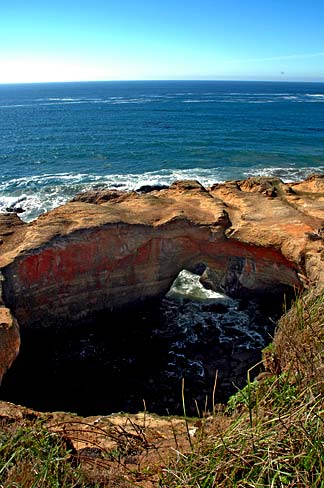
Le Devil's Punchbowl, Oregon, États-Unis ; gouffre littoral formé par l'effondrement d'une grotte marine.

L'abrasion marine et subaérienne (notamment la compression de l'air à chaque assaut des vagues) élargit le fond de beaucoup de grottes en entonnoir. La mer par forte houle ou les jours de tempêtes défonce parfois leurs plafonds, ouvrant des évents par lesquels jaillit une émulsion d'air comprimé et d'eau. Elle peut aussi l'élargir en une chambre circulaire (en raison le plus souvent d'un réseau de fissures orthogonales) où tourbillonnent des galets. Lorsque l'érosion  mécanique est due essentiellement au sable, le décapage empêche la fixation sur la roche des lichens et des algues.
Les salles des grottes marines s'effondrent parfois laissant un gouffre littoral. Certains de ces gouffres peuvent être très grands, comme dans le Oregon's Devil's Punchbowl, ou le Queen's Bath sur la côte de Na Pali, dans l'île de Kauai. De nombreuses grottes et plusieurs gouffres littoraux peuvent être observés dans le comté de Mendocino, Californie.  Les petites péninsules et les pointes rocheuses abritent souvent des grottes qui finissent par les traverser de part en part sous l'action érosive s'attaquant aux deux flancs. Se forme alors un tunnel et éventuellement une arche, qui en s'écroulant à son tour laissera un stack le long de la côte. L'île Anacapa, dans les Channel Islands de Californie, a été divisée en plusieurs îlots par un tel processus.
La faune des grottes littorales peut aussi participer à leur expansion. Les oursins par exemple, creusent leur chemin dans le roc ; après plusieurs générations de sape, ils peuvent excaver de grandes quantités de matière rocheuse des planchers et du bas des parois des grottes.

## Facteurs influant sur la dimension
La plupart des grottes marines sont modestes comparées aux grottes d'origine karstique. Une compilation des relevés des 103 plus grandes grottes marines du monde d'une longueur de 100 mètres et plus montrait (compilation datée d'août 2013) 22 grottes de plus de 200 mètres incluant 8 grottes de 300 mètres et plus, dont la grotte Matainaka, Otago, Nouvelle-Zélande, 1 540 m ; la grotte de Mercer Bay, Waitakere Regional Park, Auckland, Nouvelle-Zélande, 470 m ; la grotte Pink Cathedral, Otago, région d'Otago, Nouvelle-Zélande, 404 m ; la grotte Sea Lion, Oregon, États-Unis, 401 m. En Norvège, plusieurs grottes littorales émergées (reliquat de grottes marines), dépassent 300 m de longueur. Il existe sans aucun doute, de par le monde, nombre de grandes grottes marines non encore explorées en raison de leur localisation et/ou des difficultés d'approche.
Le développement de grandes grottes littorales relève de plusieurs facteurs. La nature de la zone de faiblesse du rocher en est un, mais difficile à quantifier.
Un facteur facilement observable cependant est l'orientation de l'entrée de la grotte par rapport au déferlement de la houle. À l'île Santa Cruz, en Californie, les grottes les plus imposantes sont celles faisant front à la direction des vagues venant du nord-ouest, ce qui rend secondairement leur visite plus difficile. Tout à l'opposé, les grottes sises dans des baies protégées sont en bonne partie à l'abri des grosses vagues et des vents violents.
Le type de roche hôte importe beaucoup. Les grottes les plus vastes sont excavées dans le basalte qui est une roche plus résistante que la roche sédimentaire. Les grottes basaltiques pénètrent profondément dans les falaises où le reste de la surface s'érode relativement lentement. Par contre, dans la roche de plus faible résistance, l'érosion dans une zone de faiblesse ne devance que de peu celle s'exerçant sur l'ensemble de la surface de la falaise.

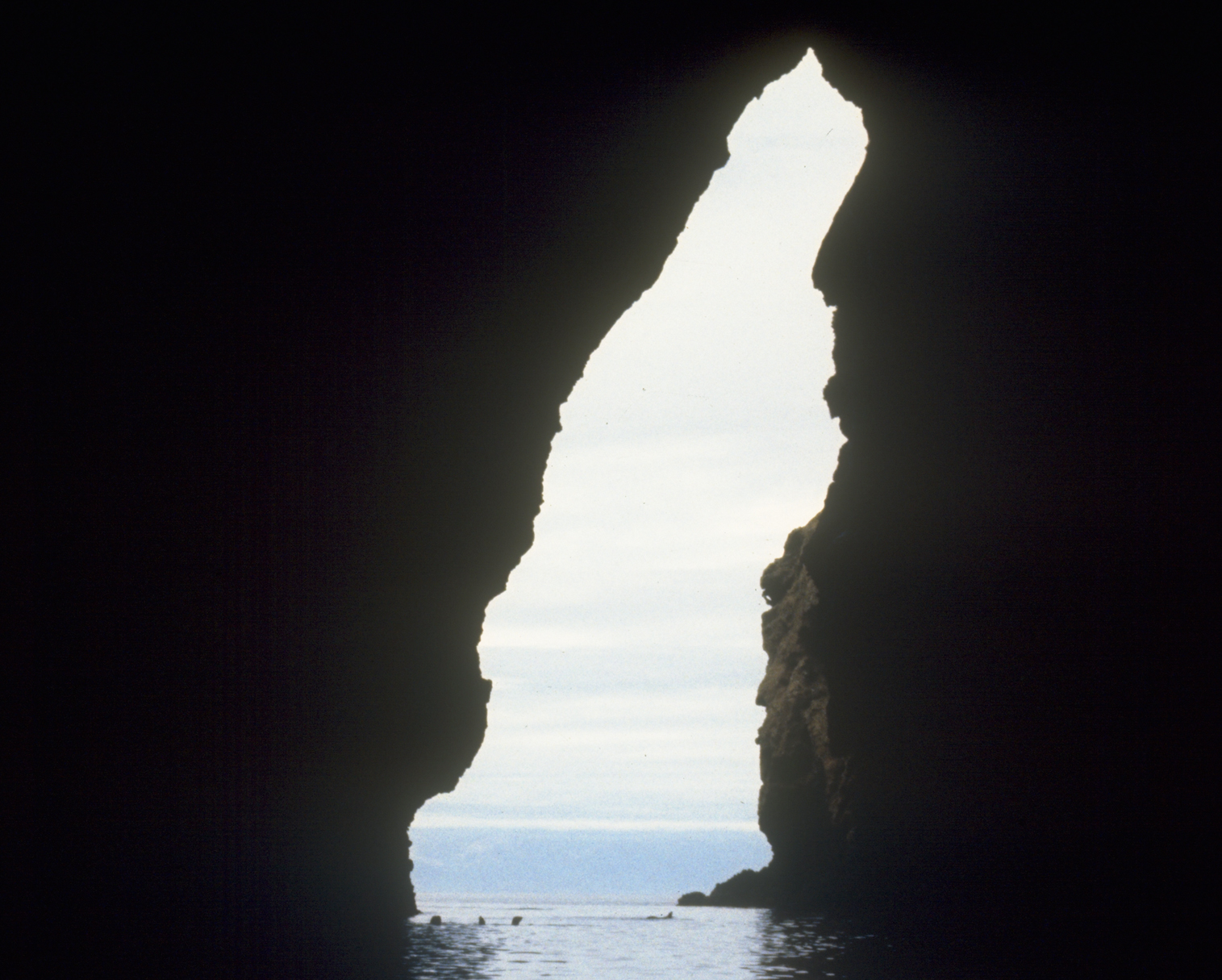
Entrée de la grotte Painted Cave vue de l'intérieur, sur l'île Santa Cruz, Channel Islands, Californie, États-Unis.

Un autre facteur d'importance est le changement actif des littoraux au fil du temps géologique, par l'interaction de l'élévation du niveau de la mer, et de l'émersion et relèvement des terres. Les périodes glaciaires récurrentes pendant le Pléistocène ont élevé le niveau de la mer de 200 mètres. Ainsi d'importantes grottes marines des Channel Islands de Californie sont de nos jours complètement submergées par la montée des niveaux de la mer depuis 12 000 ans. Par ailleurs dans les régions de relèvement des terres, le processus continu de l'érosion peut aboutir à des grottes de grande hauteur : Painted Cave, sur l'Île  Santa Cruz, en Californie, fait 40 mètres de hauteur depuis son entrée. Sur les côtes de Norvège, d'énormes grottes littorales sont maintenant surélevées de 30 mètres et plus au-dessus du niveau de la mer ; la datation sédimentaire dans la plus grande de ces grottes (Halvikshulen in Osen, 340 m) montre que sa formation date d'au moins un million d'années. C'est peut-être  la plus longue grotte émergée du monde.
Les grottes les plus spacieuses ont tendance à être plus complexes. La très grande majorité des grottes marines se limitent à un seul passage et une seule chambre. Celles formées sur un site de faille prennent l'aspect d'un canyon ou d'un passage anguleux mais très droit. Dans la grotte Seal Canyon sur l'île Santa Cruz, Californie, la lumière de l'entrée est encore bien visible depuis le fond de la grotte à 189 m de distance. Par contre, les grottes formées le long d'assises planes et horizontales tendent à être plus larges avec des plafonds plus bas. Se trouvent aussi, dans certaines régions, des grottes marines possédant des parties ou étages supérieurs bien au sec, secondairement au soulèvement des terres au-dessus de la zone littorale active. 
Dans les sites où les zones de faiblesse (souvent des failles) du rocher hôte convergent, les grottes littorales peuvent se révéler d'une complexité surprenante. Ainsi la grotte des Catacombs sur l'île Anacapa en Californie compte six intersections de failles. Dans plusieurs grottes des Channel Islands de Californie, des fissures dégagent de longs passages ouvrant au-delà, dans de grandes salles ; ceci est toujours associé à l'intersection d'une seconde faille orientée quasi perpendiculairement à celle du passage d'entrée. Lorsque les grottes sont dotées de multiples entrées, elles sont exposées à une plus grande érosion par les vagues, et de ce fait excavées relativement plus rapidement.

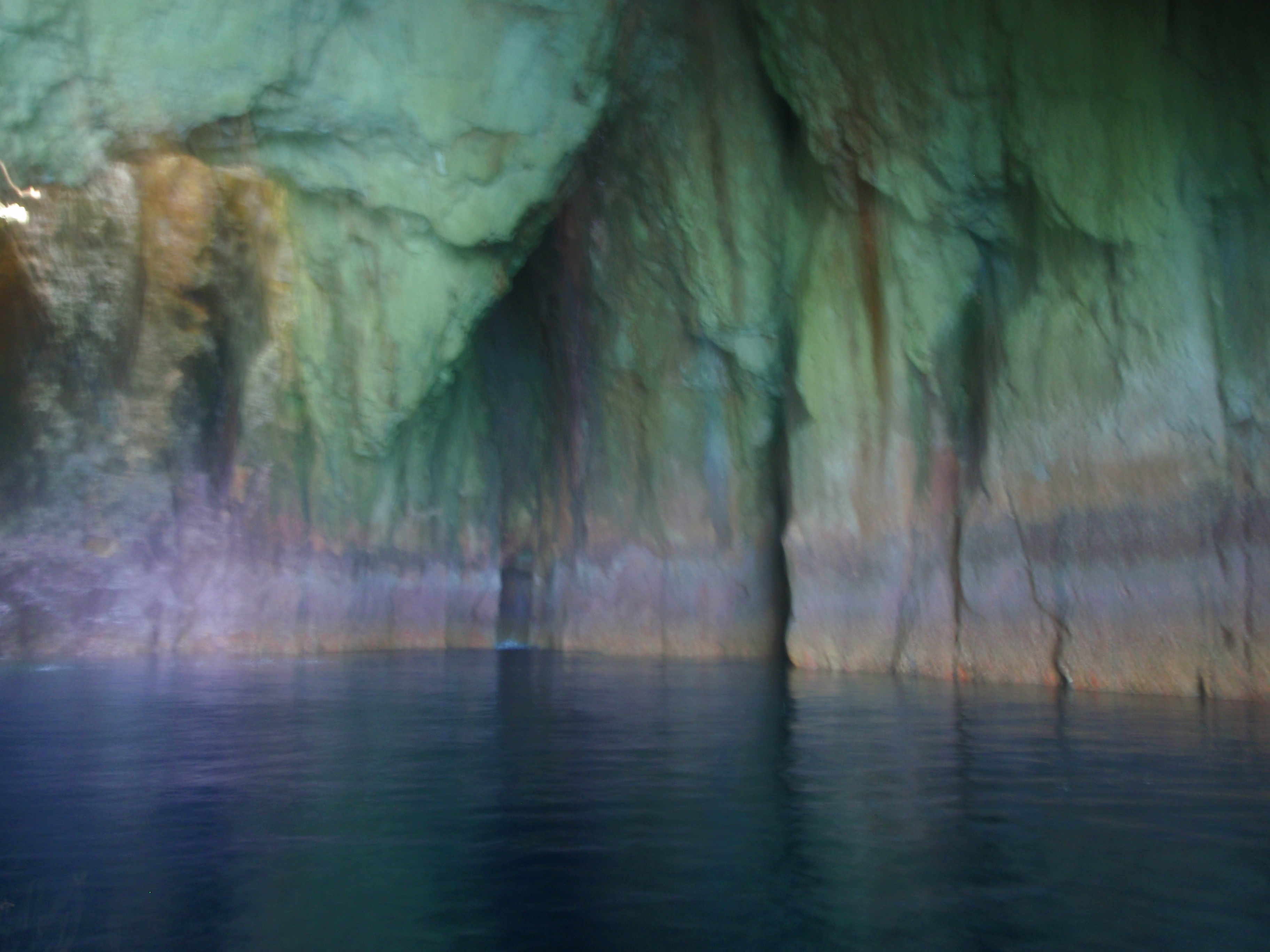
Intérieur de la grotte marine sur la côte orientale de l'île Aorangaia, dans les Poor Knights Islands, Nouvelle-Zélande.

La Nouvelle-Zélande possède les plus vastes grottes marines du monde, dont la plus longue, Matainaka (1.54 km) sur la côte de l'Otago; et la plus spacieuse en termes de volume, la grotte Riko Riko, dans les Poor Knight Islands au large des côtes orientales de l'Île du Nord, qui, avec une salle de 153 mètres de longueur mais de forme ovoïde tel que déterminé par mesure au laser, atteint environ 220 871 m3.